# アニス・ベン＝ハティラ
アニス・ベン＝ハティラ（Änis Ben-Hatira、1988年7月18日 - ）は、ドイツ・ベルリン出身のサッカー選手。チュニジアにルーツを持つ。

## 経歴
2003年ヘルタ・ベルリンの下部組織からテニス・ボルシア・ベルリンに移る。2006年にハンブルガーSVに移籍。リザーブチームで経験を積んだ後、2007年2月24日アイントラハト・フランクフルト戦でトップチームデビューを果たした。2009年冬に出場機会を求め2部のMSVデュースブルクにレンタル移籍し、翌シーズンは1年のローン移籍をした。2011年夏、ヘルタ・ベルリンへ完全移籍。
2016年冬、アイントラハト・フランクフルトに移籍したが、夏にSVダルムシュタット98へ完全移籍した。2017年2月1日、ガズィアンテプスポルに移籍。7月にガズィアンテプスポルを退団した後、9月にチュニジアのエスペランス・スポルティーブ・ドゥ・チュニスに加入した。2019年2月、ブダペスト・ホンヴェードFCに加入した。2020年1月31日、カールスルーエSCに加入した。

## 代表歴
2007年にU-19ドイツ代表としてUEFA U-19欧州選手権に出場した。2009年にはU-21ドイツ代表にステップアップを果たし2009年のUEFA U-21欧州選手権に出場し優勝した。
2012年2月29日の親善試合ペルー代表戦でチュニジア代表デビューを果たした。
2016年10月9日の2018 FIFAワールドカップアフリカ予選ギニア戦で代表初ゴールを挙げた。

## タイトル
代表
- UEFA U-21欧州選手権2009